# Electrotren
Electrotren est une marque espagnole de modèles réduits ferroviaires appartenant au groupe Hornby.

## Histoire
L’entreprise Electrotren (en espagnol electro pour électrique et tren, train) a été créée en 1951. Elle a commencé à produire des trains électriques à l’échelle 0 (1:43,5) avant de débuter en 1954 la production de modèles à l’échelle HO (1:87).
Electrotren est le principal fabricant de modèles de la compagnie nationale espagnole RENFE, mais reproduit également les modèles d'autres réseaux dont les chemins de fer français (SNCF), allemands (DB) ou italiens (FS).
La marque s'est fait connaître notamment par ses modèles de trains Talgo (en HO et en N) et ses wagons.
L’entreprise a été reprise par groupe Hornby, le 1er avril 2004.